# San Ignacio, Puebla
San Ignacio är en ort i Mexiko.   Den ligger i kommunen Hueytamalco och delstaten Puebla, i den sydöstra delen av landet, 200 km öster om huvudstaden Mexico City. San Ignacio ligger 483 meter över havet och antalet invånare är 181.
Terrängen runt San Ignacio är varierad. Runt San Ignacio är det tätbefolkat, med 356 invånare per kvadratkilometer. Närmaste större samhälle är Tlapacoyan, 19,4 km sydost om San Ignacio. Omgivningarna runt San Ignacio är en mosaik av jordbruksmark och naturlig växtlighet.